# May Wallas
May Wallas (* 6. Oktober 1898 in London; † 24. November 1972 ebenda) war eine britische Romanistin und Literaturwissenschaftlerin.

## Leben
May Graham Wallas war die Tochter des Politikwissenschaftlers Graham Wallas (1858–1932). Sie studierte am Newnham College der University of Cambridge. 1926 promovierte sie an der University of London mit der Arbeit Luc de Clapiers, Marquis de Vauvenargues (Cambridge 1928). Von 1937 bis 1945 war sie an der London School of Economics Lecturer für Französisch, von 1945 bis 1962 University Lecturer für Französisch an der University of Cambridge und Director of Studies in modern languages am Newnham College. Sie machte sich verdient um die Herausgabe der Arbeiten ihres Vaters.